# Петерсон, Ольга Михайловна
Ольга Михайловна Петерсон (1856 или 1857 — 1919 или 1920) — российская писательница, переводчица
 и литературовед.

## Биография
Окончила в 1882 году курс на Санкт-Петербургских высших женских (Бестужевских) курсах по историко-филологическому отделению вместе с Ольгой Балобановой, специализировалась на фольклоре.
Главные её труды: «Семейство Бронтё» (Санкт-Петербург, 1895); «Песни моря», сборник рассказов и преданий (Санкт-Петербург, 1899); «Сервантес и его произведения» (Санкт-Петербург, 1901). В журналах «Женское Образование» и «Образование» вела в 1891—1892 годах отдел «Новые педагогические течения». Главный труд — «Западноевропейский эпос и средневековый роман в пересказах и сокращённых переводах с подлинных текстов» (в соавторстве с Балобановой).